# Michael Kratz
Michael Kratz (født d. 3. Februar 1972 i Rødovre) er en dansk sanger, sangskriver, trommeslager og guitarist.
Før sin solokarriere var Michael Kratz trommeslager for en lang række danske solister og bands. Her i blandt: Birthe Kjær, Kandis, Kjeld & Hilda, The Donkeys, Dario Campeotto, Bjørn Tidmand, Jodle Birge, Richard Ragnvald, Kirsten & Søren, Dorthe Kollo, Bjørn Hansen, Tommy Seebach m.fl.
Michael Kratz er også forsanger og guitarist i bandet Hula Hula (2018-nu).

## Privatliv
Michael Kratz er oprindeligt uddannet maskinsnedker. Han blev gift med Ulla Kratz i 1998. Sammen har de tvillingerne Katrine Kratz og Oliver Kratz.

## Musikalsk karriere

### 1980 - 2012
Michael Kratz startede sin musikalske karriere i 1980, hvor han blev optaget, som det første medlem, i Vildbjerg Garden. Han var medlem af Vildbjerg Garden frem til 1985.
I 1985 dannede Michael Kratz (trommer) sammen med Brian Lauridsen (vokal), Rehne Bank (bas), Allan Ringgaard (keyboards), Henrik Bank (keyboards) og Janus Bechmann (guitar) (senere og nuværende guitarist hos Ester Brohus) bandet Way Up. Way Up blev opløst i 1992, umiddelbart efter bandet havde vundet en pladekontrakt i en talent konkurrence. Pladen blev aldrig realiseret.
Efter Way Up kom Michael med i et nyetableret band ”Main Event” som bestod af Axl Møbius (guitar), Rene Bager Hansen (guitar) og Jan Nielsen (bas). Stilen var fusion og symfonisk instrumental rock. Bandet vandt nogle talent konkurrencer og varmede, ved en enkelt lejlighed, op for Kim Larsen. Main Event stoppede efter bassisten, Jan Nielsen, blev dræbt i en trafikulykke.
I 1996 medvirkede Michael Kratz på Jann Guldhammer's album Debut. En dansksproget WestCoast plade, indspillet i Hot Sound på Fyn og udgivet af Joker Records.
Michael Kratz medvirkede også på musikvideoen til "Du Gør Mig Skør". Musikvideo fra Jann Guldhammers Debut CD. Udgivet på Joker Records i 1996 med tilladelse fra Ruffmix Music. Original titel "Talkin to myself", oversat til dansk af Bjarne Lisby. Oprindelig udgivet af Michael Ruff i 1994. Videoen er produceret af Sten Andersen på TV49 i Odense i 1996. 
Fra 1999-2003 var Michael Kratz fast trommeslager for Birthe Kjær.
I 2004 kom Michael Kratz med i Kandis, som trommeslager. Han stoppede i bandet i 2012.
I 2005 deltog Michael Kratz, sammen med resten af Kandis i Dansk Melodi Grand Prix, med sangen "Lonnie Fra Berlin". Det var året, hvor Jakob Sveistrup vandt med "Jeg Tænder På Dig".

### 2012 - nu
I 2011 fik Michael Kratz sin første pladekontrakt, som solo artist. Det var Sony Denmark, der udgav debut pladen Cross That Line den 26. marts 2012. Efter udgivelsen af Cross That Line blev Michael Kratz, af anmeldere, sammenlignet med artister om Bruce Springsteen, Toto og John Mellencamp. Cross That Line blev indspillet i KOMO studiet i Herning og produceret af Kasper Viinberg og Ole Viinberg.
Kratz spillede en række koncerter på den efterfølgende Cross That Line Tour med Michael Kratz & The Lonely Soldiers, ligesom han optrådte på flere TV shows med sange fra albummet.
I 2012 - 2013 spillede Michael Kratz en række koncerter i Tyskland med Tony Liotta.
I 2014 skrev og indspillede Michael This Town Is Lost Without You, hvor Steve Lukather (TOTO) og David Garfield medvirkede på henholdsvis guitar og keyboards.
Samarbejdet med David Garfield fortsatte på We All Live In This Nation, hvor Michael Landau også medvirkede på guitar. We All Live In This Nation udkom som single i 2016.
i 2016 tog Kratz til London og indspillede to af sine sange med Duran Duran guitaristen Dom Brown. Med sig havde han sin mangeårige producer, Kasper Viinberg, som er medskribent på et par af sangene til albummet ”Live Your Life”, som udkommer i marts 2018.
I februar 2017 optog DK4 en koncert med Kratz, som siden er blevet sendt flere gange på TV kanalen. Se DK4 omtale her.
Koncerten blev optaget på Fermaten i Herning. Udover optagelserne til TV, blev koncerten også optaget med CD udgivelse for øje. Et dobbelt live album forventes udgivet i løbet af 2018, med titlen "Live Your Life Live". Udover Michael bestod bandet af: Kasper Viinberg, Tony Liotta, Lasse Baggenæs, Martin Granum, Henrik Lynbech (På Slaget 12) og Claus Naur Reher-Langberg.
Michael Kratz blev i oktober 2017 signet af det Italienske pladeselskab Art Of Melody Music / Burning Minds Music Group og det Japanske pladeselskab AnderStein Music. Art Of Melody Music udgiver albummet "Live Your Life" i Europa i marts 2018 og AnderStein Music udgiver en Japansk udgave af albummet i Japan, i april 2018.
Den 26. oktober 2017 udgav Kratz sangen "Der' Brug For Dig", som han skrev sammen med Lonnie Kjer, i forbindelse med Knæk Cancer 2017. Sangen blev sunget af Ida Lohmann. De optrådte med sangen til et lokalt Knæk Cancer arrangement "Vildbjerg Knækker Cancer".

## Diskografi

### Solo
- Cross That Line (2012)
- Live Your Life (2018)

### Med Kandis
- Kandis Live (2004)
- Kandis 11 (2005)
- Kandis Gold 2 (2006)
- Kandis 12 - (2007)
- Kandis Live 2 (2008)
- Kandis 13 (2010)
- Kandis – De bedste Julehilsner (2010)
- Kandis 14 (2012)

### Singler/EP'er
- Need You To Be Mine – Fan edition – 10. Marts 2012 (Sony Music)
- Hypnotized – 10. Maj 2012 (Hypnotized Records)
- If This Is Christmas – 10. December 2012 (Hypnotized Records)
- Need You To Be Mine – Indonesien – 19. Marts 2013 (Hypnotized Records)
- Cross That Line – Indonesien – 7. Maj 2013 (Hypnotized Records)
- Missing EP – 1. November 2013 (Hypnotized Records)
- This Town Is Lost Without You – 10. Februar 2015 (Hypnotized Records)
- We All Live In This Nation – 2. November 2016 (Hypnotized Records)
- Lying – 25. Maj 2017 (Hypnotized Records)
- Rock That Line EP – 15. Juni 2017 (Hypnotized Records)
- Live Your Life – 29. Juni 2017 (Hypnotized Records)
- Never Take Us Alive – 27. Juli 2017 (Hypnotized Records)
- What Did I ..? – 14. September 2017 (Hypnotized Records)
- Der' Brug For Dig - 26. Oktober 2017 (Hypnotized Records)